# Gockowski

Herb Gockowski

Gockowski (Goczkowski, Brochwicz odmienny) – polski herb szlachecki, używany przez rodzinę wywodzącą się z Kaszub, odmiana herbu Brochwicz.

## Opis herbu
W polu jeleń kroczący nad którego grzbietem dwa skrzyżowane miecze. Brak klejnotu i labrów.
Tadeusz Gajl rekonstruuje barwy tego herbu i podaje barwę czerwoną dla jelenia, w swojej rekonstrukcji daje też labry czerwone podbite srebrem oraz hełm z koroną szlachecką.

## Najwcześniejsze wzmianki
Herb znany z pieczęci Franciszka Gockowskiego (Goczkowskiego) przyłożonej na dokumencie z 1570 roku.

## Herbowni
Gockowski (Goczkowski, Goćkowski, Gotkowski, Gotskowski, Gotzendorff, Gotzkow, Gotzkowski, Gotzkowsky, Guczkowski, błędnie - Gostkowski).
Rodzinie tej przypisywano także herb Brochwicz II.

## Rodzina Gockowskich
Rodzina wywodzi się z Gockowic. Prawo chełmińskie dla tej wsi otrzymał w 1354 roku rycerz Goetze (Gocko lub Godko). Jego następcą (może synem) był rycerz Stefan z Goetzendorfu, wymieniony w 1374 roku. Stefan ten uważany jest za protoplastę Grabowskich-Goetzendorf. W roku 1570 wymieniono Franciszka Gockowskiego, który przyłożył pieczęć z opisywanym tutaj herbem. Wydaje się, że nie był on potomkiem pierwotnych właścicieli wsi. Do jego rodziny należał być może wymieniony w tym samym powiecie w 1648 roku Pan Gostkowski. W roku 1682 Gostkowice należały już do Osieckiego, ale w tym samym roku wzmiankowany jest jakiś J.P. Gockowski. Rodzina ta osiadła później w Wielkopolsce, gdzie używała herbu Brochwicz. Była również druga rodzina Gockowskich z Gockowa.